# WME Awards 2024
A 8.ª edição do Women's Music Events Awards (ou apenas WME Awards 2024) foi realizada em 17 de dezembro de 2024, no Teatro Renault, na cidade de São Paulo, no Brasil. Karol Conká, Luísa Sonza e Paula Lima serviram como apresentadoras da cerimônia. A premiação homenageou Lia de Itamaracá e Nara Leão.

## Antecedentes
Em 3 de outubro de 2024, a Billboard Brasil anunciou que a 8.ª edição do WME Awards ocorreria em 17 de dezembro de 2024, no Teatro Renault, na cidade de São Paulo. A cerimônia, que visa reconhecer e celebrar os talentos femininos no mercado musical, desta vez, o prêmio homenageará Lia de Itamaracá, que, aos 80 anos, é considerada patrimônio vivo de Pernambuco, e também Nara Leão (1942–1989), a eterna Musa da Bossa Nova. Em 10 de dezembro, foi confirmado que Karol Conká, Luísa Sonza e Paula Lima seriam as apresentadoras da cerimônia, substituindo Preta Gil, que não poderá participar do evento neste ano, por estar dedicando-se à sua saúde.
Pela primeira vez, a Billboard Brasil premiará uma artista no WME Awards com a chancela da Billboard US. O evento lançará a condecoração de Artista do Ano. A primeira homenageada será Ana Castela. A cantora será premiada em virtude do impacto significativo de seu trabalho e sua crescente relevância na indústria.

## Apresentações
Em 10 de dezembro de 2024, foram anunciadas as artistas que se apresentariam na cerimônia, com destaque para as homenagens para as cantoras Lia de Itamaracá e Nara Leão, e a apresentação especial de Ana Castela, que receberá o prêmio de Artista do Ano pela Billboard Brasil. No dia 13, foi divulgado que o grupo Ciranda Ball apresentaria um número no evento.
| Grupo        | Apresentação                                                                                         |
| ------------ | --- |
| Ciranda Ball | Número que irá mesclar as culturas da dança vogue e dos bailes de ballroom com a ciranda nordestina. |

| Show/Artista                                                       |
| ------------------------------------------------------------------ |
| Homenagem à Lia de Itamaracá: Héloa Karina Buhr Lia de Itamaracá   |
| Jovem MK                                                           |
| Homenagem à Nara Leão: Luísa Sonza                                 |
| Melly                                                              |
| Priscilla                                                          |
| Zaynara                                                            |
| Apresentação especial: Artista do Ano Billboard Brasil Ana Castela |

## Vencedoras e indicadas
As indicadas ao WME Awards 2024 foram anunciadas em 25 de outubro de 2024. Luísa Sonza foi a artista mais indicada, com quatro indicações. Ela é seguida por Liniker e Ludmilla que tiveram três indicações cada. Liniker e Luísa Sonza foram as mais premiadas da noite com dois prêmios. As vencedoras estão listadas primeiro e destacadas em negrito.

### Votação popular
As vencedoras das seguintes categorias foram escolhidas por votos dos fãs.
| Cantora | Álbum |
| --- | --- |
| - Luísa Sonza - Ana Castela - Liniker - Ludmilla - Luedji Luna | - Caju – Liniker - Prece – Luiza Brina - Priscilla – Priscilla - Tara e Tal – Duda Beat - Taurus, Vol 2. – Duquesa                                                                                          |
| Música Alternativa | Música latino-americana |
| - "Você Parece Com Vergonha" – Ajuliacosta - "10 Minutos" – Melly - "100 Mili" – Ebony feat. Larinhx - "Bling Bling" – Katú Mirim - "Só Um Tempo" – Tássia Reis                   | - "Alibi" – Sevdaliza feat. Pabllo Vittar e Yesult - "Flores Pa ti" – Becky G, Luísa Sonza e Papatinho - "Mil Veces" – Anitta - "Nace Una Madre" – Perotá Chingó - "Si Antes Te Hubiera Conocido" – Karol G |
| Música mainstream | Videoclipe |
| - "Caju" – Liniker - "Daqui Pra Sempre" – Manu Bahtidão e Simone Mendes - "Macetando" – Ivete Sangalo e Ludmilla - "Maliciosa" – Ludmilla - "Sagrado Profano" – Luísa Sonza       | - "Saudade de Você" – Duda Beat - "Dizem Que Sou Louca" – Mari Fernandez - "Ensolarada" – Rachel Reis - "Nu" – Assuscena - "Tentativa Frustrada" – Michele Andrade e Priscila Senna                         |
| DJ | Revelação |
| - Clementaum - Carola - From House To Disco - Lala K - Rafa Jazz | - Zaynara - Ajuliacosta - Jovem MK - Joyce Alana - Sued Nunes |
| Melhor Show | |
| - Luísa Sonza – Rock in Rio 2024 - Juliana Linhares – Rock in Rio 2024 - Lia de Itamaracá – Rock in Rio 2024 - Luedji Luna – Festival Feira Preta - Simone Mendes – Simone Mendes | |

### Votação técnica
As vencedoras das seguintes categorias foram escolhidas por júri técnico.
| Compositora                                                                   | Instrumentista                                                                      |
| ----------------------------------------------------------------------------- | ----------------------------------------------------------------------------------- |
| - Melly - Elana Dara - Jenni Mosello - Luiza Brina - Sued Nunes               | - Josyara - Ana Karina Sebastião - Alana Ananias - Alana Gabriela - Aline Gonçalves |
| Diretora de videoclipe                                                        | Empreendedora musical                                                               |
| - Joyce Prado - Aisha Mbikila - Fernanda Correrua - Lu Villaça - Nídia Aranha | - Adriana Barbosa - Erika Morais - Julianna Sá - Renné Chalu - Simone Marçal        |
| Jornalista musical                                                            | Produtora musical                                                                   |
| - Fabiane Pereira - Djuena Tikuna - Foquinha - Isabela Yu - Kamille Viola     | - Ana Frango Elétrico - Amanda Magalhães - Ayla On The Beach - Iamlop$$ - Larinhx   |
| Profissional do ano                                                           | Radialista                                                                          |
| - Michelly Mury - Ana GB - Cris Falcão - Cris Simões - Sandra Jimenez         | - Roberta Martinelli - Gabriele Alves - Juliana Molino - Mara Régia - Val Becker    |

### Prêmios especiais
| Artista do Ano Billboard Brasil |
| ------------------------------- |
| Ana Castela                     |